# Ogin-sama
Ogin-sama (お吟さま, Senyora Ogin) és una pel·lícula japonesa jidaigeki del 1962 dirigida per Kinuyo Tanaka. Fou comerciada als Estats Units amb el títol Love Under the Crucifix. Va ser lúltima pel·lícula dirigida per Tanaka. El guió es una adaptació de la novel·la de Tōkō Kon Ogin-sama.

## Argument
La pel·lícula és una història d'amor agredolça entre Ogin, la filla de Sen no Rikyū, i Takayama Ukon, un senyor subjecte a la persecució dels cristians decretada per Hideyoshi Toyotomi.

## Repartiment
- Ineko Arima: Ogin-sama
- Tatsuya Nakadai: Ukon Takayama
- Ganjirō Nakamura: Sen no Rikyū
- Mieko Takamine: Riki
- Osamu Takizawa: Hideyoshi Toyotomi
- Kōji Nanbara: Mitsunari Ishida
- Manami Fuji: Uno
- Masakazu Tamura: le jeune frère de Ogin
- Yumeji Tsukioka: Yodo Gimi
- Hisaya Itō: Sōan Mozuyo
- Chishū Ryū: Nanbō Sōkei

## Producció
Ogin-sama, la sisena i darrera pel·lícula dirigida per Kinuyo Tanaka, està produïda per una productora independent, el Ninjin Club, fundada per les actrius Keiko Kishi, Yoshiko Kuga i Ineko Arima, que pretén garantir la llibertat de treball dels actors davant les limitacions dels grans estudis.